# Viszonyok
A Viszonyok (Liaisons) a Született feleségek (Desperate Housewives) című amerikai filmsorozat hatvannegyedik epizódja. Az Amerikai Egyesült Államokban először az ABC (American Broadcasting Company) adó sugározta 2007. április 15-én.

## Az epizód cselekménye
A magányos embert olyan könnyű kiszúrni?A magányosak azok, akik a növényeiknek mesélnek, titkokat sugdosnak a kutyájuknak és bőszen veszekednek a tévéjükkel. De mind közül a legmagányosabbak azok, akik olyanokkal beszélgetnek, akik régen nincsenek már! Egy nap fény derül Mrs. Cluskey szörnyű és féltve őrzött titkára, amely egy méretes fagyasztóhoz köthető. Edie és Carlos szenzációsnak ígérkező szerelmi légyottja katasztrofálisra sikerül, szavak nélkül is mindketten tudják, hogy ennek nem lesz folytatása. Miközben Tom betegsége miatt kénytelen otthon tartózkodni, Lynette egyedül viszi a boltot, amikor egy Rick nevű férfi jelentkezik a pizzériában az állás betöltésére. Remek referenciája és kábítószeres múltja van… Susan azt fontolgatja, hogy a Lila Akác közből egyenesen Londonba költözik Iannel, amikor is egy szerencsésnek mondható baleset talán minden eddigi érzését megváltoztatja. Gabrielle-t teljesen elbűvöli Victor Lang egyik kampánybeszéde, amit - a maga módján - persze a férfi tudtára is ad. Ám miután Victor nem jelentkezik többé, úgy dönt, hogy bosszút áll rajta…

## Mellékszereplők
- John Slattery - Victor Lang
- Jake Cherry - Travers McLain
- Dougray Scott - Ian Hainsworth
- Jason Gedrick - Rick Coletti
- Kathryn Joosten - Karen McCluskey
- Rachel Fox - Kayla Scavo
- Corey Mendell Parker - Orvos
- Kenneth Kimmins - Johnson kormányzó
- Mel Fair - Moderátor
- Kylie Sparks - Kim
- Pat Asanti - Arnold
- Pat Crawford Brown - Ida Greenberg
- Michael Guarnera - Toby
- Thomas Crawford - Kampánytámogató bemutató
- Ron Rogge as middle - Középkorú férfi
- John Harnagel - Gilbert McCluskey
- Wayne Lopez - Clyde
- Joy Jolise - Johnson kormányzó kampánytámogatója

## Mary Alice epizódzáró monológja
- A narrátor, Mary Alice monológja az epizód végén így hangzik (a magyar változat alapján):

"Szenvedély. Egy hatalmas erő, ami akkor is emlékünkben él, mikor már régen elhamvadt. Egy csábító vágy, ami váratlan szeretők karjaiba taszít minket. Egy mindent elsöprő érzelem, ami ledönti a falat, amit a szívünk védelmére emeltünk. Egy olthatatlan szerelem, ami újra és újra fellángol, hiába is próbáltuk hamu alatt tartani. Igen. Minden érzések közül a szenvedély az, ami értelmet ad annak, hogy élünk. És mentséget arra, hogy elkövetünk mindenféle bűnt."

## Epizódcímek szerte a világban
- Angol: Liaisons (Viszonyok)
- Francia: Madame est desservie (Aki nem a főnök)
- Német: Leidenschaftlich (Szenvedélyes)
- Olasz: Liaisons (Viszonyok)
- Spanyol: Relaciones (Viszonyok)